# 李·夏普
李·沙柏（Lee Sharpe，1971年5月27日—）是英格蘭足球運動員，現時效力地區聯賽球隊加科夫。成名於左翼位，沙柏曾經效力曼聯，當時是英國足球界的一顆年青新星，但早熟早殘，沙柏的足球事業迅速衰落。沙柏被認為與佐治·貝斯及加斯居尼同屬天才橫溢但因私生活不檢而失去光芒的球星。沙柏現時在電視演出真人秀而再為人認識。

## 球員生涯
沙柏在托基聯展開其足球事業，在其首個球季（1987－88年）只進行了16場比賽，曼聯已注意到他的優厚潛質並以20萬英鎊，當時的學徒球員（YTS player）轉會費紀錄，收歸旗下。沙柏迅即打入一隊陣容，初時只能擔任並非所長的左後衛，及後於1990－91年球季取代拉尔夫·米尔恩（Ralph Milne）出任左翼。沙柏表現出色，更成為同季曼聯奪得欧洲优胜者杯的冠軍隊成員。
沙柏已成功建立其左翼的地位，獲召加入英格蘭大軍，但仍屈居當然左翼班尼斯之下，沙柏於1991到1995年間曾代表英格蘭8次。
沙柏不幸因受傷及患病（病毒性腦膜炎）而長期缺陣，當他復原後，左翼位置已被傑斯佔據，沙柏惟有移任左後衛或與簡察斯基（Andrei Kanchelskis）競爭右翼位置。沙柏在紅魔的8年中共出賽265場及射入36球。
雖然有嚴重的傷患歷史，列斯聯仍在1996年夏季以破球隊紀錄的450萬英鎊簽入沙柏，在首季共進行26場超聯比賽及射入5球。但沙柏再遭傷患磨折，季前的膝傷令他缺席整個1997－98年球季，沙柏從此不能再取回其正選席位。1998年秋季沙柏被外借到意甲下游球隊森多利亞，未能適應下於新年返回英格蘭。1999年3月僅以25萬英鎊被賣到巴拉福特，沙柏成為球隊重心，帶領球隊重回闊別77年之久的頂級聯賽，升級超级联赛。1999－2000年球季更協助球隊力保超聯席位。
2000－01年球季沙柏失去其在巴拉福特的位置，更於聖誕節前被外借到甲組的樸茨茅夫。2001－02年球季沙柏返回降級甲組的巴拉福特，當球季完結而沙柏的合約亦同時結束，球隊讓沙柏自由轉會。沙柏短暫加盟埃克塞特城，然後轉往冰島的格林達維克（Grindavik）。於2003年6月年僅32歲的沙柏宣佈退出競爭性的頂級足球賽。
於2003－04年球季沙柏曾短暫復出，參加京達米士特周日聯賽（Kidderminster Sunday League），更於翌年夏季加盟北部甲組聯賽（Northern League Division One）球隊加福斯。

## 退役以後
2004年及2006年沙柏前往新加坡出任ESPN的足球評述員。
2005年沙柏以渾名「神鎗手沙柏」（"Sharpe Shooter"）成為ITV真人秀節目「名人摔角」〔〕的參賽者之一。但節目並不成功，播出5周後由於收視率低，由周六傍晚黃金時段調往周日早上。沙柏再接再厲演出同年夏季播出的「名人愛情島」〔〕，在島上沙柏和參與節目的一眾美女展開談情說愛的遊戲，其中電視節目主持人珍妮·米度美斯（Jayne Middlemiss）更承認對沙柏：「以前對其他人從未有過這種的感覺！」。但沙柏卻移情另一名電視節目主持人兼模特兒亞琵·添摩絲（Abi Titmuss）。
2005年8月25日沙柏的自傳《我的趣味主意》（My Idea of Fun）公開發售，內容關於沙柏的球員生涯及所獲取的名聲。
沙柏將會客串演出一集長篇足球連續劇「夢幻球隊」〔〕。沙柏亦為BBC「英超精華」〔〕擔任足球評述員，同時為ESPN「英超Kick-Off」〔〕的節目主持人之一，渾名「沙皮」（"Sharpy"），拍檔還有莱斯·费迪南德及安迪·彭達斯（Andy Penders）。